# Aleksej Borisovič Erëmenko
Aleksej Borisovič Erëmenko (in russo Алексей Борисович Ерёменко?; Novočerkassk, 17 gennaio 1964) è un allenatore di calcio ed ex calciatore russo naturalizzato finlandese, fino al 1991 sovietico, di ruolo centrocampista.

## Biografia
È il padre di Aleksej e Roman Erëmenko, entrambi calciatori.

## Carriera

### Giocatore

#### Club
Erëmenko cominciò la carriera con la maglia del Rostsel'maš, per poi passare al Rostov-na-Donu. Giocò successivamente nello Spartak Mosca, ancora al Rostsel'maš, nella Torpedo Mosca e nella Dinamo Mosca. Emigrò allora in Finlandia, per giocare nello OLS prima e nello Jaro poi.
Dopo una stagione nei greci dell'Athinaikos, tornò allo Jaro. Fu poi ingaggiato dai norvegesi del Tromsø, per cui debuttò nella Tippeligaen il 13 aprile 1998, nel pareggio a reti inviolate sul campo del Sogndal. Nel 1999 tornò in Finlandia, stavolta per militare nelle file dello HJK Helsinki. Nel 2003 firmò per lo Jaro e in seguito si accordò con lo JBK, dove chiuse la carriera da calciatore attivo nel 2009.

### Allenatore
Quando firmò per lo JBK, assunse il ruolo di allenatore-giocatore. Nel 2009 diventò il tecnico dello Jaro, dedicandosi soltanto alla panchina.

## Palmarès

### Giocatore

#### Club
- Coppa di Finlandia: 1

HJK Helsinki: 2000
- Campionato finlandese: 1

HJK Helsinki: 2002